# Majdan Praci (stacja szybkiego tramwaju)
Majdan Praci (ukr. Майдан Праці) – naziemna stacja szybkiego tramwaju w Krzywym Rogu na Ukrainie. Została otwarta 29 grudnia 1986 r. Do 1999 r. była to najdalej wysunięta na północ stacja szybkiego tramwaju w mieście.

## Opis
Stacja położona jest z boku głównej linii szybkiego tramwaju i znajduje się na pętli tramwajowej. Składa się z niezadaszonego peronu dla wysiadających, który znajduje się na łuku, oraz peronu dla wsiadających, na który można wejść z holu stacyjnego. Z boku, dla tramwajów jadących do zajezdni, istnieje dodatkowy peron dla wysiadających.
Obok stacji znajduje się zajezdnia szybkiego tramwaju (przeznaczona dla 140 wagonów) oraz budynek zarządu przedsiębiorstwa transportowego „Szybki tramwaj”.

## Galeria

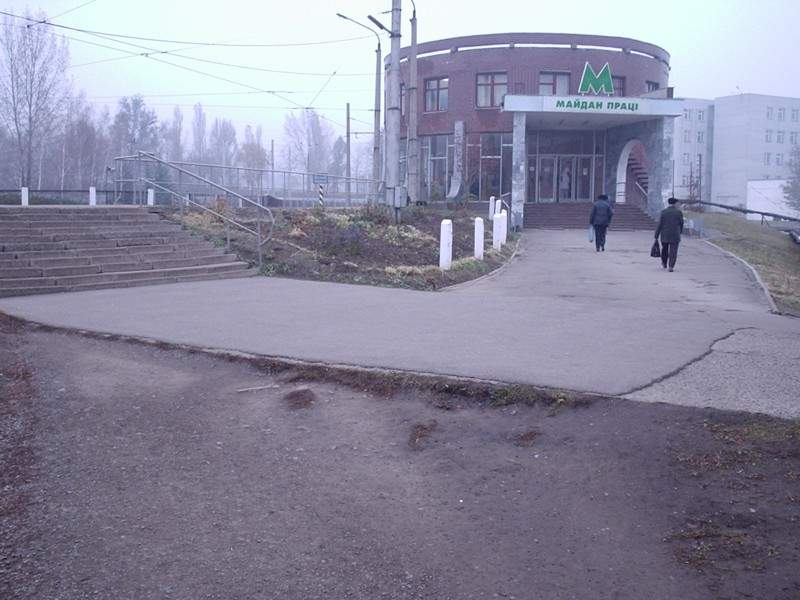
Peron dla wysiadających (po lewej) i wejście na peron dla wsiadających
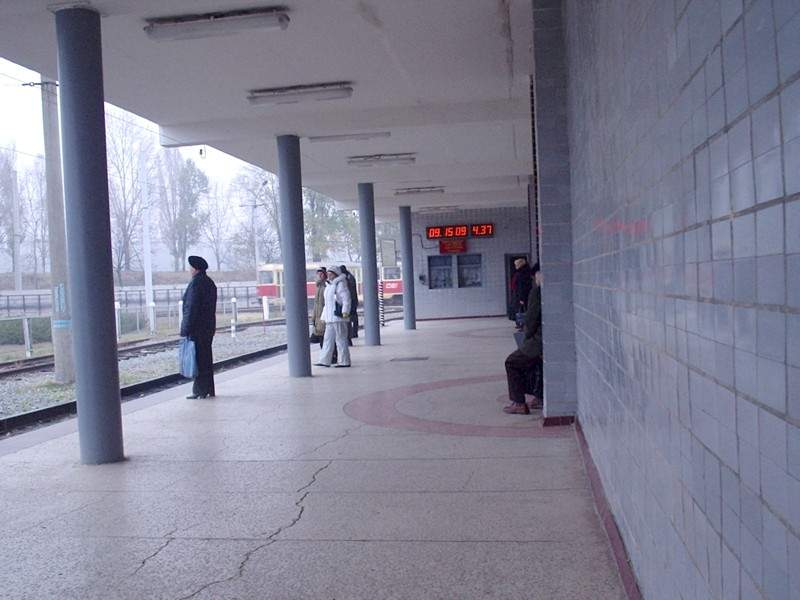
Peron dla wsiadających
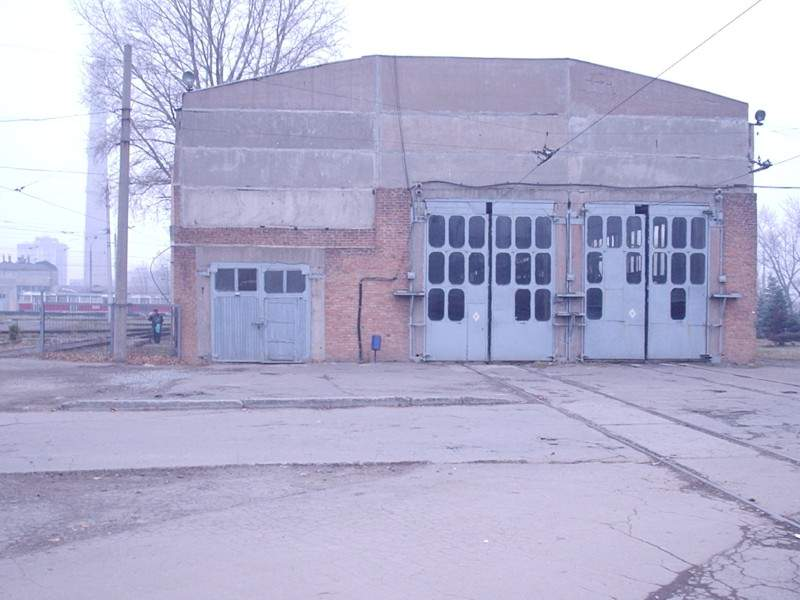
Zajezdnia szybkiego tramwaju obok stacji